# 프란체스코 단돌로

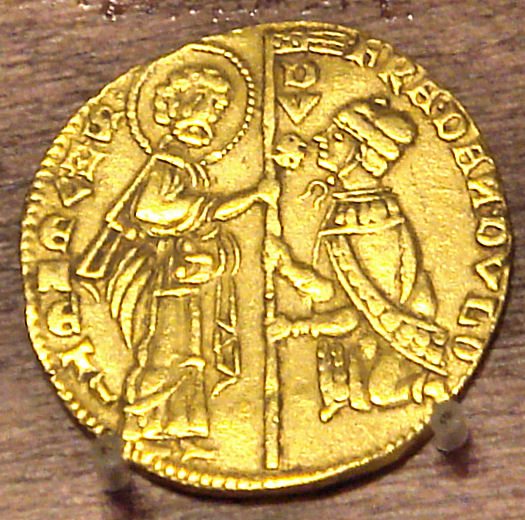
프란체스코 단돌로의 금화: 성 마르코 앞에 무릎 꿇는 도제.

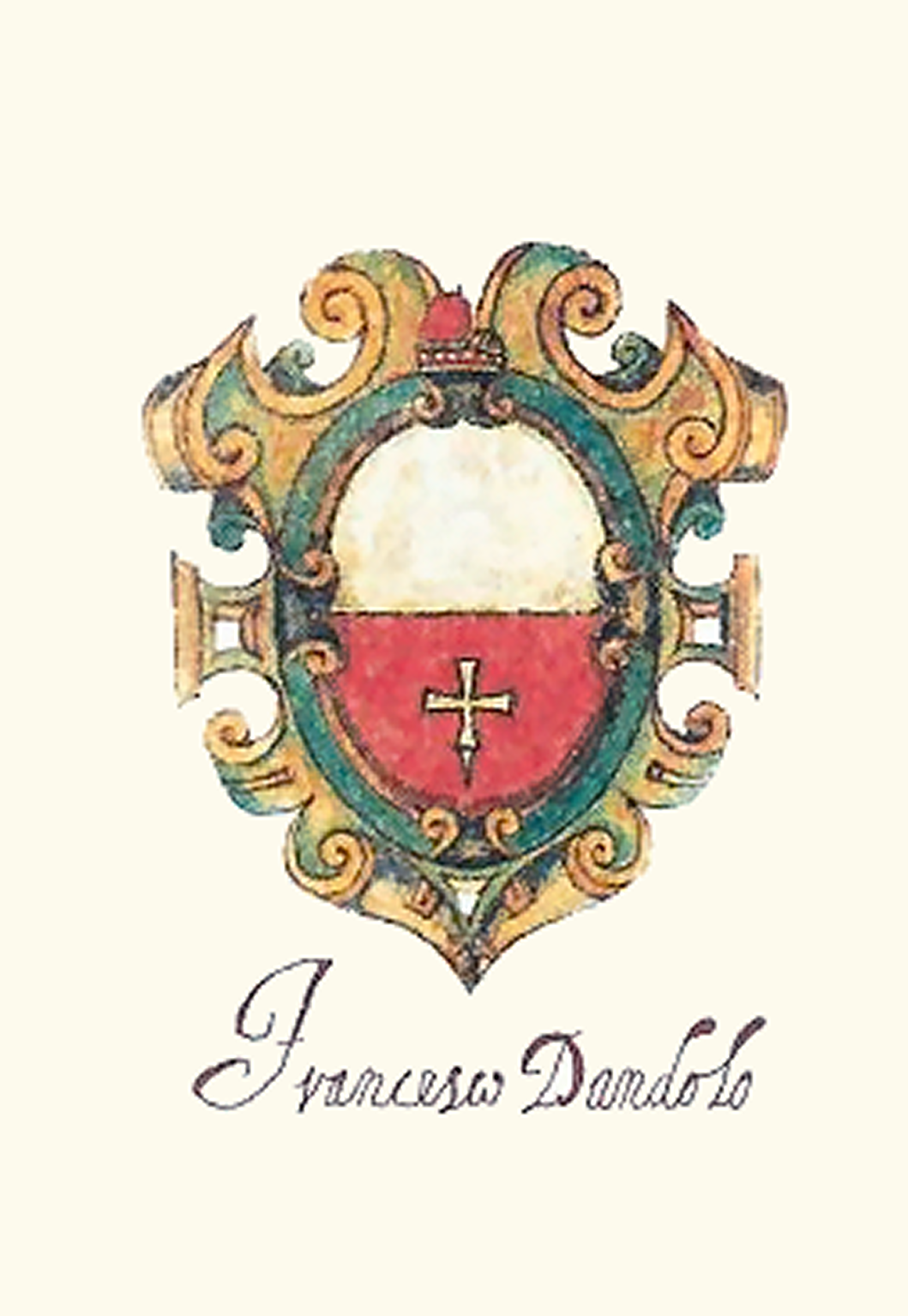
프란체스코 단돌로의 문장.

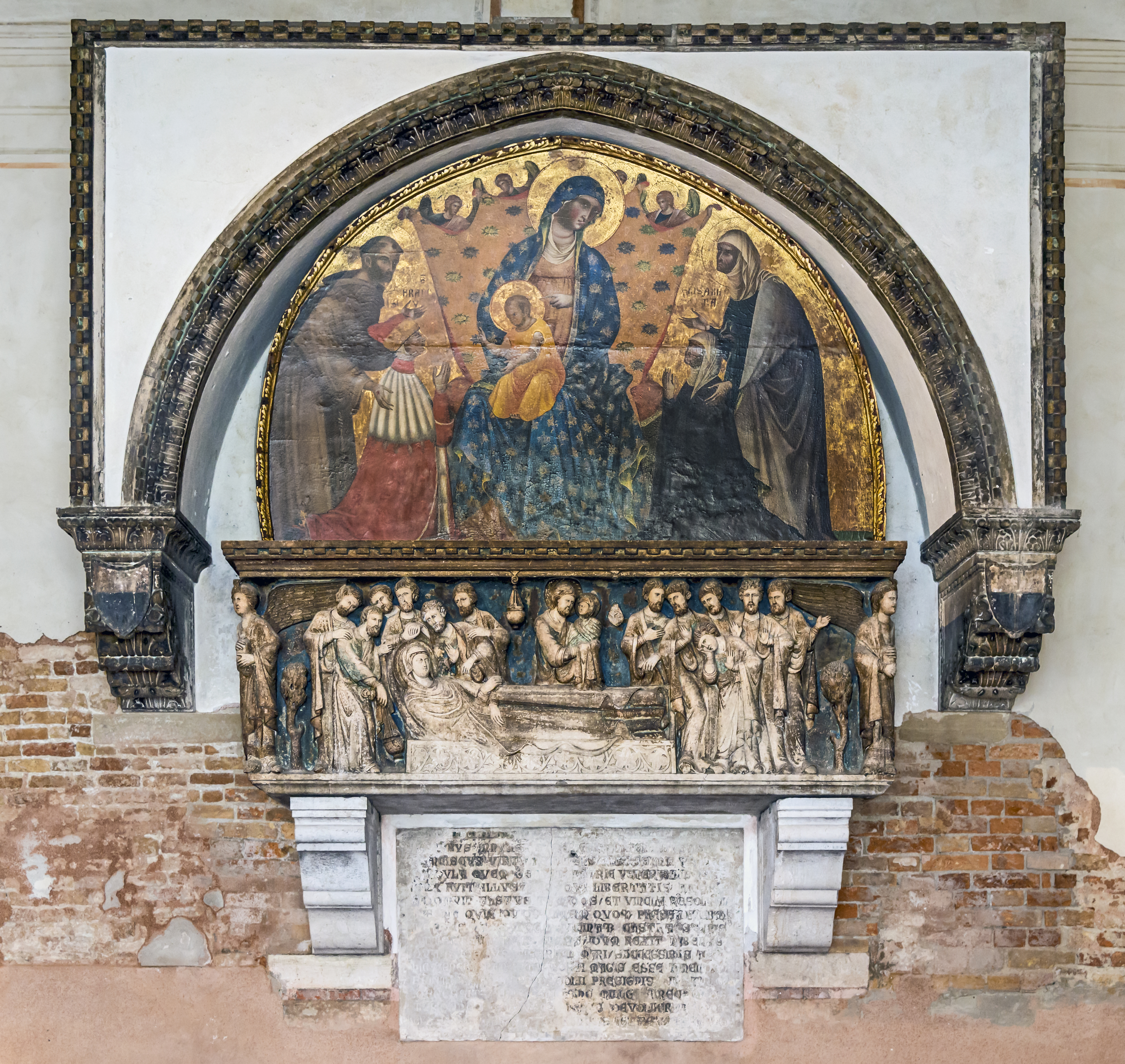
프란체스코 단돌로의 기념비.

프란체스코 단돌로(Francesco Dandolo, died 1339년 사망)는 제52대 베네치아 공화국의 도제이다. 그의 재임 기간은 1329년부터 1339년까지였다. 그의 재임 기간 베네치아는 이탈리아 본토에 대한 영토 확장 정책을 시작했다.

## 가문
단돌로 가는 12세기부터 15세기까지 베네치아 역사에 중요한 역할을 했었다. 가문에 대한 역사적 문헌은 11세기로 거슬러 올라가지만, 베네치아 건국 목록에 가문이 기록되지 않으며, 베네치아의 오래된 귀족 가문(case vecchie) 중 하나로 고려되지는 않다. 프란체스코 단돌로 외에, 같은 가문 출신 도제로는 조반니 단돌로, 안드레아 단돌로, 엔리코 단돌로등이 존재한다. 도제들과 혼인한 가문 출신으로는 파스콸 말리피에로와 혼인한 조반나 단돌로와 로렌초 프리울리와 혼인한 칠리아 단돌로 등이 있다.

## 생애
단돌로는 가장 성공적인 베네치아의 외교관 중 한 명이였다. 그는 당시 교황들의 근거지로 있던 아비뇽에 교황 클레멘스 5세와 교황 요한 22세의 베네치아 대사였다. 단돌로는 교황에게서 베네치아의 파문 철회를 얻기 위해 목에 사슬을 하고 교황에게 나타난 사건으로 카네(cane, 개)라는 별명을 얻었다. 단돌로는 프 엘리사베타 콘타리니(Elisabetta Contarini)와 혼인하여 아이 세 명을 두었다.

### 도제
그의 재임 기간 베네치아는 앞으로 몇 세기간 동부 지중해의 지배권을 베네치아의 라이벌이 될 튀르크인들과 많은 소규모 접전을 벌였다.
베네치아는 숙부인 칸그란데 1세 델라 스칼라와 영토 분쟁을 지속하던 베로나의 영주 마스티노 2세 델라 스칼라와의 공격적 대립으로 바빴다. 베네치아는 베로나의 위협으로 펠트레, 벨루노, 비첸차 등의 도시들을 점령당했지만, 베로나가 강의 흐름을 통제하기 시작하고 키오자에 무역 기지를 설립하기까지는 반응하지 않았다. 베로나의 위협에 반격하기 위해 베네치아, 피렌체, 페루자, 시에나, 볼로냐들의 동맹이 협성되었다.
당시 일반적인 관례와 대조적으로, 베네치아는 용병들을 고용하지 않고 20세에서 60세 사이 시민들에게 군 복무를 통한 징집병을 운영했다. 이 방법으로 베네치아는 4만명의 병력을 전장에 동원할 수 있었다. 스칼라 가 영토 전역에서 전투가 벌어졌으며, 양측의 여러 전투 결과가 벌어졌다. 그러나 마침내 마스티노가 패배했다. 1337년 3월 양측은 병사들을 고향으로 돌아가게 하고 영토를 회복하게 한 후 긴 협상을 끝에 평화 조약을 맺었다. 베네치아는 전쟁 발생 지역에 대한 자유로운 무역권을 보장받았다.
평화 협상의 조건에 불만족스러워하던 마스티노는 중재인으로서 신성 로마 제국의 황제 루트비히 4세에게 도움을 요청했지만, 황제는 도제의 편에 서고 메스트레 대한 권리를 베네치아에게 주었다. 1339년 1월 24일 평화 조약이 베네치아의 산 마르크 대성당에서 체결되었다. 트레비소는 베네치아의 통제하에 들어가며, 피렌체는 일부 요새를 받았지만 루카를 받지 못하며, 이것은 베네치아와 피렌체 사이의 차후 분쟁의 원인 중 하나가 되었다.
단돌로는 1339년 만성절에 사망했다. 그는 산타 마리아 글로리오사 데이 프라리 성당에 안치되었다.

## 참고 자료
- Andrea da Mosto: I dogi di Venezia. Florenz 2003. ISBN 88-09-02881-3
- Claudio Rendina: I dogi. Storia e segreti. Roma 1984. ISBN 88-8289-656-0

| 공직               | 공직                                 | 공직                         |
| ------------------ | ------------------------------------ | ---------------------------- |
| 이전 조반니 소란초 | 베네치아 공화국의 도제 1329년–1339년 | 이후 바르톨로메오 그라데니고 |